# Братин Дол
Братин Дол (мкд. Братин Дол) је насеље у Северној Македонији, у јужном делу државе. Братин Дол припада општини Битољ.

## Географија
Насеље Братин Дол је смештено у јужном делу Северне Македоније. Од најближег већег града, Битоља, насеље је удаљено 6 km западно.
Братин Дол се налази на западном ободу Пелагоније, највеће висоравни Северне Македоније. Насеље је смештено у долини реке Драгор. Јужно од насеља изидже се планина Баба, а северно Облаковска планина. Надморска висина насеља је приближно 820 метара.
Клима у насељу је планинска због знатне надморске висине.

## Становништво
Братин Дол је према последњем попису из 2021. године имао 168 становника.
| Национални састав према попису из 2021.‍ | Национални састав према попису из 2021.‍ | Национални састав према попису из 2021.‍ | Национални састав према попису из 2021.‍ | Национални састав према попису из 2021.‍ |
| --------------------------------------- | --------------------------------------- | --------------------------------------- | --------------------------------------- | --------------------------------------- |
|                                         |                                         |                                         |                                         |                                         |
| Македонци                               | Македонци                               |                                         | 120                                     | 71,4%                                   |
| Албанци                                 | Албанци                                 |                                         | 34                                      | 20,2%                                   |
| Аромуни                                 | Аромуни                                 |                                         | 6                                       | 3,6%                                    |

Већинска вероисповест је православље.